# Hitori

8×8-as hitorifeladvány

Ugyanaz a feladvány megoldva

A hitori (japánul: ひとり) a szúdoku után a japán rejtvényfejtők kedvenc rejtvényfajtája, melyet először a Nikoli jelentetett meg. A rejtvény egy n×n-es négyzetháló, melynek minden mezőjében 1-től az n értékéig terjedő számok találhatók.

## Szabályai
Feladatunk, hogy besatírozzunk egyes cellákat az alábbi szabályok betartásával:
- A be nem satírozott számok legfeljebb egyszer fordulhatnak elő minden sorban és oszlopban.
- A besatírozott mezők legfeljebb sarkukkal érintkezhetnek, oldalukkal nem.
- A be nem satírozott celláknak egybefüggő területet kell alkotniuk (minden mezőről el lehessen jutni mindegyikre csak oldalirányba történő lépésekkel).
- Pontosan azok a számok legyenek besatírozva, amelyek egy sorban vagy egy oszlopban többször fordulnak elő.

## Megfejtési technikák
- A biztosan fehéren maradó mezőket jelöljük mondjuk áthúzással vagy bekarikázással.
- Egyedülálló számok. Ha egy szám egy sorban és egy oszlopban csak egyszer fordul elő, az csak fehér lehet. Jelöljük be.
- Ha egy mezőt már biztosan besatíroztunk, jelöljük be a vele oldalszomszédos mezőket (ezek már nem lehetnek besatírozva).
- A biztos üti a bizonytalant. Egy nagyon hatékony módszer. Ha egy mezőről tudjuk, hogy fehér, akkor az összes vele azonos sorban, vagy oszlopban lévő, ugyanakkora értékű szám fekete lesz.
- Számhármasok. Ha egy sorban vagy egy oszlopban találunk egymás melletti vagy alatti pozíciókban három azonos értékű számot, satírozzuk be a két szélsőt és jelöljük fehéren maradónak a középsőt. A szabályok szerint ugyanis nem maradhat egy sorban vagy egy oszlopban két egyforma szám, tehát számhármasok esetén pontosan egy marad fehéren és kettő lesz besatírozva. Miután pedig két fekete mező nem érintkezhet egymással oldalszomszédosan, biztos, hogy a középsőnek kell fehérnek maradnia.
- Számpár és magányos szám. Ha egy sorban vagy egy oszlopban két egymással érintkező számot, és egy vagy több „magányos” (azonos számokkal nem érintkező) számot találunk, satírozzuk be az adott sorban/oszlopban az összes magányos számot. Máskülönben ugyanabba az ellentmondásba ütköznénk, mint a számhármasok esetén.
- Számpár és a szomszédsága. Ha egy sorban vagy egy oszlopban két egymással érintkező számot találunk, és ezen páros valamelyike mellett (felette és alatta vagy jobbján és balján) azonos szám található, akkor biztosak lehetünk benne, hogy ez a fehér, a párja pedig a satírozott. Máskülönben ugyanabba az ellentmondásba ütköznénk, mint a számhármasok esetén. Ez megfordítva is működik - két azonos szám közti szám fehér.
- Sarok négyes. Ha egy sarokban elhelyezkedő 2×2-es mátrix minden cellájában ugyanaz a szám szerepel vagy egymás felett vagy mellett két egyforma, biztos, hogy két, egymással sarokszomszédosan érintkező mezőt kell besatíroznunk. Ez kétféleképpen történhet. Azonban itt az egyik esetben ellentmondást kapnánk, hiszen volna egy elszigetelt fehér cellánk. Mivel ez nem történhet meg, sarok négyes esetén pontosan az átló mentén elhelyezkedő fehér cellákat kell besatíroznunk. Ezt abban az esetben is alkalmazhatjuk, ha három egyforma szám van a sarokban és valamelyik átló menti kocka különböző.
- Egybefüggő fehér. Ha egy ismeretlen mező olyan helyen van, amit ha besatíroznánk, a fehér terület folytonossága megtörne, akkor az a mező értelemszerűen nem lehet fekete.

( Csak szépen sorba. Ha egy sorban vagy oszlopban minden szám csak egyszer szerepel, akkor igen nagy valószínűséggel (~75%) mind fehér lesz. )

## Lásd még
- szúdoku
- kakuro
- hasi vo kakero
- hejavake
- nurikabe
- tents
- nonogram

## Külső hivatkozások
- web Nikoli Archiválva 2013. augusztus 11-i dátummal a Wayback Machine-ben – A Nikoli hivatalos honlapja
- Puzzle Club – Hitori
- HitoriConquest.com
- Hitori trükkök